# Chiesa valacca

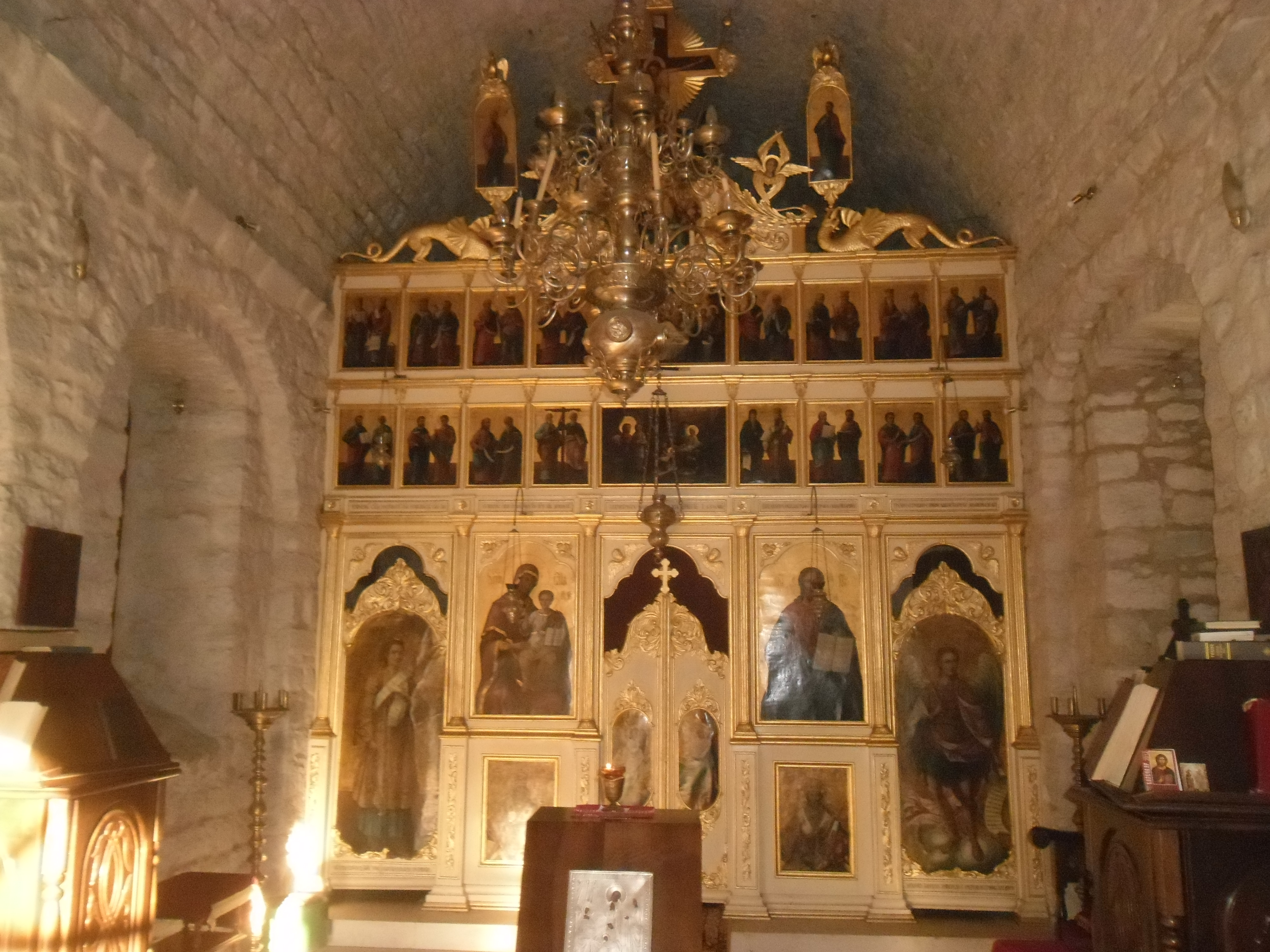
Interno

La chiesa valacca (in montenegrino: Vlaška crkva) è una chiesa ortodossa serba di Cettigne, capitale storica del Montenegro.

## Storia e descrizione
Prima della costruzione dell'edificio era presente sul sito una necropoli bogomila formata da circa 150 Stećci. La chiesa sorse attorno alla metà del XV secolo e fu costruita dai mandriani valacchi al servizio del signore di Zeta Ivan Crnojević. Nel 1864 venne realizzato il restauro che conferì alla chiesa valacca l'aspetto attuale.
All'interno è custodita un'iconostasi del 1878.
Il cortile, all'interno del quale sono custoditi due stećci, fu recintato nel 1897 con 1544 canne di fucili conquistati agli Ottomani in occasione della battaglia di Grahovac e della guerra turco-montenegrina del 1876-1878.